# Алексонис, Юозас Юльевич
Юо́зас Ю́льевич Алексо́нис (10 [23] октября 1913 года — 5 апреля 1944 года) — участник Великой Отечественной войны, радист подпольной радиостанции города Каунаса, Герой Советского Союза.

## Биография
Родился в деревне Рыцеле Сувалкской губернии в 1913 году в крестьянской семье. По национальности литовец.
Окончил начальную школу. Проходил службу в литовской армии. 
В 1936 году вступил в подпольную комсомольскую организацию.
Был создателем комсомольской ячейки в Каунасском экономическом училище, в котором учился.
После начала Великой Отечественной войны окончил школу специального назначения.
В июле 1942 года ЦК ЛКСМ Литвы рекомендовал Алексониса кандидатом в члены ВКП(б). Летом 1943 года направлен на территорию Литвы в качестве радиста подпольной радиостанции в Каунасе. 
Действовал в составе подпольной комсомольской группы.
После того, как коммунист Юозас Билис поручил ему собрать радиостанцию, самостоятельно собрал из радиодеталей коротковолновый передатчик "Tiesos balsas", который подпольщики использовали, чтобы передавать ценные сведения советскому командованию (по сообщениям Алексониса советская авиация совершила несколько успешных налётов на немецкие военные объекты), занимался агитационной и пропагандистской работой среди жителей Каунаса, передавал сводки Совинформбюро, рассказывал о преступлениях немецких оккупантов и их пособников, призывал к борьбе с ними и высмеивал их действия в фельетонах.
Сначала Алексонис выходил в эфир из деревни Гирступис, затем перебрался в Мураву, позднее в связи с активными поисками радиопередатчика оккупационными властями был вынужден вести передачи из Качергинского леса.
Радиостанция была обнаружена, но Алексонису удалось скрыться. Получив новую радиостанцию, он возобновил работу в доме по улице Лентварю в районе Верхний Шанчяй (в районе железнодорожного вокзала, недалеко от тоннеля) и передавал важные сведения о передвижении вражеских эшелонов в штаб партизанского движения.
С 1944 года являлся членом Каунасского горкома комсомола.
В январе 1944 года, заметив слежку за домом, радист перебазировался в дом коммуниста-подпольщика Обелениса в переулке Шешупес на Раудондварском шоссе. В этот раз значительная часть информации поступала через связных и в марте 1944 года гитлеровцы смогли вычислить местонахождение радиста. 5 апреля 1944 года, когда Алексонис готовился к очередной передаче, они окружили дом, где находилась радиостанция. Алексонис попытался прорваться из окружённого дома, забрав с собой радиопередатчик. Он выбежал во двор и открыл огонь из пистолета по группе захвата, что вызвало среди противника замешательство. Успел добежать до забора, когда патроны в пистолете кончились, а опомнившийся автоматчик открыл ответный огонь. Погиб в бою с превосходящими силами противника.
После окончания боя хозяин дома Юозас Обеленис, его жена и дочери Ванда и Стася были расстреляны оккупантами.
Указом Президиума Верховного Совета СССР от 1 июля 1958 года за образцовое выполнение боевых заданий в тылу врага и проявленные при этом отвагу и геройство Алексонису Юозасу Юльевичу посмертно присвоено звание Героя Советского Союза (посмертно).

## Награды
- Медаль «Золотая Звезда» (1.07.1958)[3]
- Орден Ленина[3]

## Память
- Именем Героя было названо морское судно[3] ЛБ-0366 «Юозас Алексонис» (1963—1987)
- В городе Каунасе имя Ю. Ю. Алексониса носили одна из средних школ (ныне гимназия «Саулес») и пионерская дружина[3].